# Ayumi Niekawa
Ayumi Niekawa (født 12. maj 1994) er en japansk fodboldspiller, som spiller for den japanske fodboldklub Azul Claro Numazu.